# Sissy Löwinger
Cäcilia « Sissy » Löwinger (née le 22 juin 1940 à Graz, morte le 25 septembre 2011 à Altlengbach) est une actrice et directrice de théâtre autrichienne.

## Biographie
La dynastie des acteurs Löwinger est l'une des plus anciennes familles de théâtre autrichiennes. Elle est la fille des acteurs Liesl et Paul Löwinger. Elle naît en 1940 lors d'une tournée des parents à Graz et est déjà bébé dans un panier à linge derrière la scène. De cette manière, elle se familiarise très tôt avec l'atmosphère du théâtre. Dès l'âge de cinq ans, elle fait ses premières apparitions au côté de sa famille sur le Löwinger-Bühne.
Elle commence à danser à cinq ans et à six ans, elle joue du piano et de l'accordéon. En fait, elle veut à l'origine devenir pianiste, mais décide à quatorze ans d'être actrice. Elle quitte l'école pour prendre des cours de théâtre, de chant, de littérature et de langue. Dorothea Neff lui donne des leçons pour la préparer à l'examen d'accès au métier. Elle étudie la danse avec Willy Fränzl et le chant. À l'âge de dix-sept ans, elle obtient tous les examens requis.
De ses parents, elle apprend tout ce qui concerne le théâtre. Au début, elle est responsable, avec son frère Paul Löwinger junior, de la publicité et de la dramaturgie du théâtre itinérant. À 25 ans, elle organise sa première tournée autrichienne, elle est également responsable des organisations des tournées, notamment en Allemagne et aux États-Unis, et est présente sur scène.
À 31 ans, elle fait sa première mise en scène et est aussi dramaturge. Cependant, ses huit pièces, toutes montrées à la télévision, sont écrites sous les pseudonymes Helmut Haupt et Justus Schaub.
Après la mort de son père en 1988, elle reprend la direction du théâtre avec son frère. En 1996, elle se lance dans un tout nouveau projet pour elle, elle devient vice-directrice du cirque Althoff-Jacobi. Depuis 1997, la Löwinger-Bühne tourne encore en Autriche.
L'avenir de la scène est toutefois incertain. Sissy essaie jusqu'à sa mort de faire au moins une ou deux productions par an en tournée. Sa fille Martina explique qu'elle ne veut pas occuper le même emploi que sa mère.
Sissy Löwinger est mariée pour la première fois à Rudi Grimas jusqu'en 1965, sa fille Martina naît le 8 mars 1964. De 1969 à 1972, elle est l'épouse de l'humorsite Herbert Hisel, qui est également son partenaire de scène et de cinéma. En juillet 1977, elle devient la deuxième épouse du présentateur de télévision Peter Rapp. Son troisième mariage finit sur un divorce le 12 mars 1985. En 2001, elle est mariée au producteur de cinéma Peter Blechinger et vit avec lui dans une maison à Altlengbach.

## Filmographie sélective

### En tant qu'actrice
Cinéma
- 1960 : Das Dorf ohne Moral (de)
- 1961 : Saison in Salzburg
- 1963 : Sing, aber spiel nicht mit mir
- 1965 : Das ist mein Wien
- 1968 : Immer Ärger mit den Paukern (de)
- 1968 : 69 Liebesspiele (de)
- 1969 : Les Vierges folichonnes
- 1969 : Unser Doktor ist der Beste (de)
- 1969 : Les Petites chattes se mettent au vert
- 1969 : L'Auberge des plaisirs
- 1969 : Donnerwetter! Donnerwetter! Bonifatius Kiesewetter
- 1970 : Frau Wirtin treibt es jetzt noch toller (de)
- 1974 : Auf der Alm da gibt's koa Sünd (de)
- 1979 : Himmel, Scheich und Wolkenbruch (de)